# Нарцистично снабдяване
В психоаналитичната теория нарцистичното снабдяване е патологична или прекомерна потребност от внимание или възхищение или такава потребност, която не се съобразява с чувствата, мненията или предпочитанията на други хора.
Понятието е въведено от Ото Фенихел през 1938 г., за да опише вид възхищение, междуличностна подкрепа или подкрепа, която индивидът получава от своята среда и която е от съществено значение за неговото самочувствие.

## История
Въз основа на концепцията на Фройд за нарцистичното удовлетворение и на работата на своя колега-психоаналитик Карл Абрахам, Фенихел подчертава нарцистичната нужда от снабдяване с внимание в ранното детско развитие, което позволява на малките деца да поддържат чувство за ментално равновесие. Той идентифицира две основни стратегии за получаване на нарцистично снабдяване с внимание – агресия и привличане – контрастни стилове на подход, които по-късно биха могли да се развият съответно в садистичен и подчинителен.
Загубата на основно снабдяване с внимание в детството е ключът към депресивна нагласа, както и към склонността да се търсят компенсаторни нарцистични снабдявания след това. Импулсивните неврози, зависимостите, включително пристрастяването към любовта и хазарта, се разглеждат от Фенихел като продукт на борбата за снабдяване с внимание в по-късен етап от живота. Психоаналитикът Ернст Зимел (1920) по-рано е разглеждал невротичния хазарт като опит да се възвърне примитивната любов и внимание в контекста на възрастните.

## Разстройства на личността
Психоаналитикът Ото Кернберг смята, че злокачественият нарцистичен престъпник се характеризира с хладнокръвно пренебрежение към другите, освен ако те не могат да бъдат идеализирани като източник на нарцистично снабдяване с внимание. Според самостоятелният психолог Хайнц Кохут хората с нарцистично разстройство на личността се разпадат психически, когато са откъснати от редовен източник на нарцистично снабдяване. Онези, които осигуряват снабдяването, могат да бъдат третирани така, сякаш са част от нарцисиста, при пренебрегване на всички лични граници.

## Функции в нарцистичната патология
В юношеството си нарцисистът интернализира т.нар. „лош“ получател (обикновено техен родител). Към този получател те изпитват чувства, които са социално неодобрявани, включително видове агресия като омраза и завист, наред с други. Тези възприятия подсилват самооценката на нарцисиста за себе си като неморален и покварен. В крайна сметка те си създават самооценка, която е дисфункционална. Самочувствието и представата им за себе си стават нереалистично ниски и изкривени. В опита си да потисне тези „лоши“ чувства, нарцисистът потиска и всички останали свои емоции. Тяхната агресия се насочва към фантазии или отдушници, които са социално одобрени като екстремни спортове, хазарт, безразсъдно шофиране и пазаруване. Нарцисистът възприема околната среда като място, което е враждебно, нестабилно, незадоволително, аморално и непредсказуемо.
Нарцисистите обикновено нямат присъщо чувство за собствена стойност, затова разчитат на други хора, които чрез внимание или нарцистично снабдяване да потвърдят тяхната значимост, за да се чувстват добре със себе си и да поддържат самочувствието си. След това те превръщат другите хора в обекти по такъв начин, че да не представляват емоционална заплаха за тях. Този реактивен модел е патологичен нарцисизъм.
Нарцисистът създава фалшива представа за себе си или т.нар. фалшиво „аз“, за да предизвика постоянен поток от внимание или нарцистично снабдяване от страна на другите. Фалшивото „аз“ е нереална фасада или прикритие, което той показва на света и което включва това, за което нарцисистът възнамерява да възприеман – мощен, елегантен, умен, богат или с добри връзки. След това нарцисистът „събира“ реакциите от това проектирано фалшиво „аз“ от своето обкръжение, което може да се състои от техния съпруг, семейство, приятели, колеги, бизнес партньори и връстници. Ако очакваното нарцистично снабдяване с внимание (обожание, възхищение, внимание, страх, уважение, аплодисменти или утвърждаване) не идва – то те се изискват или изнудват от нарцисиста. Парите, комплиментите, медийната изява, сексуалното завоевание са само различни форми на едно и също нещо за нарцисиста – нарцистично снабдяване с внимание.

### Първично снабдяване
Първичното (основното) нарцистично снабдяване се основава на вниманието както в неговите публични форми като признание, слава, позор, звездна слава, така и в частните, по-междуличностни форми на похвала, възхищение, аплодисменти, страх и отблъскване. От решаващо значение е да се осъзнае, че първичното нарцистично предлагане представлява внимание от всякакъв вид – положително или отрицателно. Техните „реализации“ могат да бъдат въображаеми, измислени или очевидни само за нарцисиста, стига другите да вярват в тях. Външният вид е по-важен от съдържанието; не е важна истината, а тяхното възприятие за нея. Следователно, докато получават очакваната реакция или внимание, които са проектирали чрез своя фалшив „аз“, конотацията, свързана с него, е несъществена.

#### Тригери
Основният тригер за нарцистично снабдяване е лице или обект, който кара източника да осигури нарцистично снабдяване, като го конфронтира с информация за фалшивия „аз“ на нарцисиста. Нарцистичното предлагане е отговорът на източника на тригера. Ако фалшивият „аз“ проектира възхищение и нарцисистът намери среда, която подхранва неговата потребност, тогава тя превръща в тригер за първично нарцистично снабдяване.
Публичността е тригер за нарцистично предлагане, защото кара хората да обръщат внимание на нарцисиста, като по този начин подтикват източниците да му предоставят нарцистично снабдяване. Публичността може да бъде придобита чрез излагане/експозиция, създаване на нещо или чрез провокиране на внимание. Нарцисистът непрекъснато прибягва и до трите, подобно на това, което правят наркозависимите, за да си гарантира редовна доза внимание. Една такава причина за нарцистично снабдяване е партньор или спътник.

### Вторично снабдяване
Вторичното нарцистично снабдяване е свързано с изграждането на образа, че живеят добре (достойна причина за гордост за нарцисиста), поддържане на сигурно съществуване (финансова сигурност, лична приемливост, възходящо развитие) и придобиване на партньорство. По този начин наличието на партньор, притежаването на значителна собственост, творчеството, управлението на компания (превърната в патологично нарцистично пространство), усещането за анархична свобода, принадлежността към общност или общество, квалифицираната или друга репутация, просперитетът, притежаването на земя и демонстрирането на символи на социален статус – всичко това също представляват вторично нарцистично снабдяване. Вторичното снабдяване с вннимание е свързано с цялостния имидж, който нарцисиста създава за своите приятели и роднини. За да издържи обаче, този вид снабдяване изисква да бъде положително, всяка проява на негативизъм в крайна сметка би навредила на лицето, независимо от това кой е той. Именно този тип снабдяване е и резервният източник на снабдяване. Нарцисистът обаче използва и двата вида снабдяване по един и същи начин.

## Препратки

### Цитати
1. ↑  Fenichel 1938.
2. ↑  Sigmund Freud, Case Histories II (PFL 9) p. 380.
3. ↑  Abraham 1927.
4. ↑  Fenichel 1996, с. 40, 105.
5. ↑  Fenichel 1996, с. 41, 352 – 356.
6. ↑  Fenichel 1996, с. 404 – 405.
7. ↑  Fenichel 1996, с. 372, 382 and 510.
8. ↑  The Psychology of Gambling.   1974. с. 218.
9. 1 2  Kernberg, Otto F. Contrasting Viewpoints Regarding the Nature and Psychoanalytic Treatment of Narcissistic Personalities: A Preliminary Communication //  Journal of the American Psychoanalytic Association 22 (2).   1974. DOI:10.1177/000306517402200202. с. 255–67.
10. ↑  Heinz Kohut, The Chicago Institute Lectures (1996) p. 37
11. ↑  Hotchkiss, Sandy & Masterson, James F. Why Is It Always About You? : The Seven Deadly Sins of Narcissism (2003) p. 28
12. 1 2  Narcissists, Narcissistic Supply And Sources of Supply | HealthyPlace //  www.healthyplace.com.   Посетен на 2019-09-01.
13. 1 2 3  Narcissistic Supply | The Narcissistic Life //  thenarcissisticlife.com.   Посетен на 2019-09-01.
14. 1 2  Frequently Asked Question # 76 //  Narcissists, Narcissistic Supply and Sources of Supply.   Посетен на 2019-09-01.
15. 1 2  Note: Narcissistic Supply and Sex //  Narcissists, Narcissistic Supply and Sources of Supply.   Посетен на 2019-09-01.
16. ↑  Christine. Narcissism And The Addiction To Narcissistic Supply //  The Roadshow for Therapists.   Посетен на 2019-09-01. (на американски английски)
17. ↑  Stines, Sharie. What is Narcissistic Supply? //  The Recovery Expert.   Посетен на 2019-09-01.
18. ↑  Why does the narcissist devalue his Source of Secondary Narcissistic Supply (SSNS)? //  Narcissists, Narcissistic Supply and Sources of Supply.   Посетен на 2019-09-01.